# 衣蚶蜊
花蚶蜊（学名：Glycymeris aspersa），又名衣蚶蜊（Glycymeris vestita），是魁蛤目蚶蜊科蚶蜊属的一种
。

## 簡述
本物種外殼的直徑可達36 – 46 mm。牠們有着堅實的外殼，輪廓近似圓形，相當扁平。在外殼的白色底色上有着斑駁的褐色斑紋。殼的內部也是白色的。在現實生活中，牠們的外殼經常都有部分被非常緻密的棕色覆蓋着，那是來自於牠們的外殼膜（periostracum）。

## 分佈
主要分布於南中國海及東中國海，還有日本周邊的淺海海域。常栖息在潮下带20米的沙或碎石堆裡。